# Berrak Tüzünataç
Birsen Berrak Tüzünataç (ur. 2 listopada 1984 w Yalova) – turecka aktorka i modelka. 

## Życiorys
W 1995 roku wraz z rodziną przeniosła się do Stambułu i rozpoczęła naukę w prestiżowej szkole prywatnej, założonej przez Vehbi Koça. W 2004 roku rozpoczęła studia z zakresu zarządzania na Uniwersytecie Stambulskim. W tym czasie rozpoczęła pracę modelki i prezenterki w stacji telewizyjnej Number 1 TV. W 2005 roku zadebiutowała w filmie Beyza'nın Kadınları.

## Filmografia
- 2005: Beyza'nın Kadınları jako Figen
- 2005: Ödünç Hayat jako Feyzan
- 2005: Organize İşler jako Ebru
- 2007: Affedilmeyen jako Duygu
- 2007-2008: Elveda Rumeli jako Vahide
- 2009: Bu Kalp Seni Unutur mu? jako Yldiz
- 2009: Kıskanmak jako Mükerrem
- 2010: Ejder Kapanı jako Ezo
- 2010: Ezel jako Bade
- 2011: Bir Avuç Deniz jako Deniz Demirci
- 2012: Son jako Alev
- 2013: Çanakkale Yolun Sonu jako Behice
- 2013-2014: Wspaniałe stulecie jako Mihrunnisa
- 2015-2016: Filinta jako Farah
- 2017-2018: Fi jako Özge
- 2018: Dip jako Ekin
- 2018: Miejsce zbrodni jako Reyhan
- 2019: Kursun jako Gülce Akar
- 2020: Oto właśnie my jako Emre
- 2020: Hayalet: 3 Yasam jako Aylin